# Védrines-Saint-Loup
Védrines-Saint-Loup è un comune francese di 146 abitanti situato nel dipartimento del Cantal nella regione dell'Alvernia-Rodano-Alpi.

## Società

### Evoluzione demografica
Abitanti censiti